# Перилла
Пери́лла (судза; лат. Perílla) — монотипный или олиготипный род однолетних травянистых растений семейства Яснотковые (Lamiaceae). Род включает широко культивируемую в Азии сельскохозяйственной культуру периллу кустарниковидную (Perilla frutescens), и возможно, другие дикорастущие виды. Объём рода и статус дочерних таксонов многократно пересматривался, классификация Perilla запутана, отчасти потому, что ботаники боролись с разграничением двух отдельных культигенов как разных видов или вариаций (инфравидовых рангов). Представители рода перекрёстно фертильны, а внутривидовая гибридизация происходит естественным образом. Некоторые представители рода  считаются инвазивными видами.
В азиатской кухне растения известны под обиходными названиями: в Японии — сисо (Perilla frutescens var. crispa), в Китае — чжи ма (Perilla frutescens), в Корее — ккэннип (листья Perilla frutescens).

## Таксономия

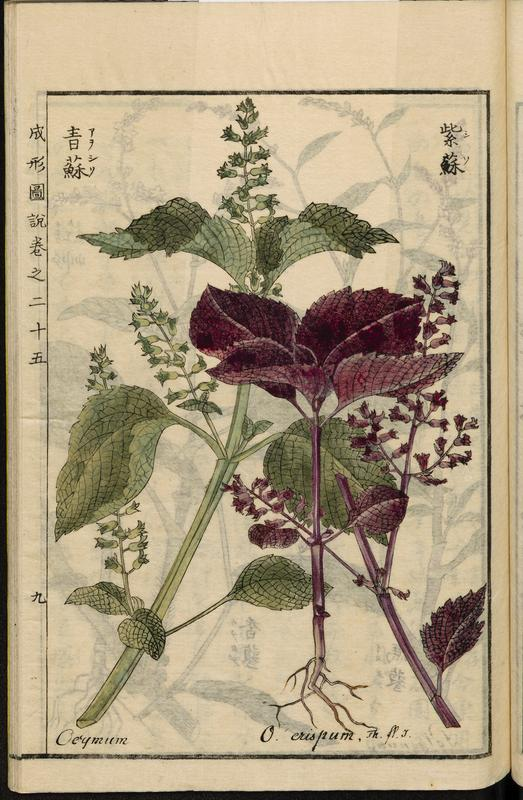

Классификация Perilla запутана, отчасти потому, что ботаники боролись с разграничением двух отдельных культигенов как разных видов или вариаций. Ещё несколько десятилетий назад P. frutescens var. crispa считался отдельным видом, отличным от P. frutescens, хотя было хорошо известно, что эти растения легко перекрёстно опыляются. Ранний пример разделения двух культигенов на разные виды можно найти в номенклатурной книге Мацумуры 1884 года, где синоним P. arguta Benth. применяется к P. frutescens var. crispa, а синоним P. ocymoides L. применяется к P. frutescens. Название вида P. ocymoides или P. ocimoides исторически использовалось для обозначения P. frutescens var. crispa, особенно японцами, поэтому его не следует считать взаимозаменяемым синонимом любого из культигенов. Недавние генетические исследования подтверждают, что культигены имеют общий генофонд, что подтверждает заявление таксономистов об объединении двух культур в один вид. 
Существующие виды периллы:
- Perilla frutescens (L.) Britton, 1894 — Перилла кустарниковидная, также называемая корейской периллой; листья называются ккэннип
  - Perilla frutescens var. crispa (Thunb.) H.Deane = Perilla nankinensis (Lour.) Decne.— Перилла нанкинская[4], также называемая шисо, тиа то или японским базиликом
  - Perilla frutescens var. frutescens (L.) Britton
  - Perilla frutescens var. hirtella — также называемая лимонной периллой

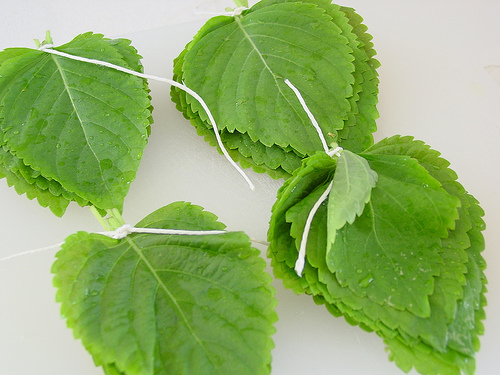
Листья периллы кустарниковидной (Perilla frutescens)
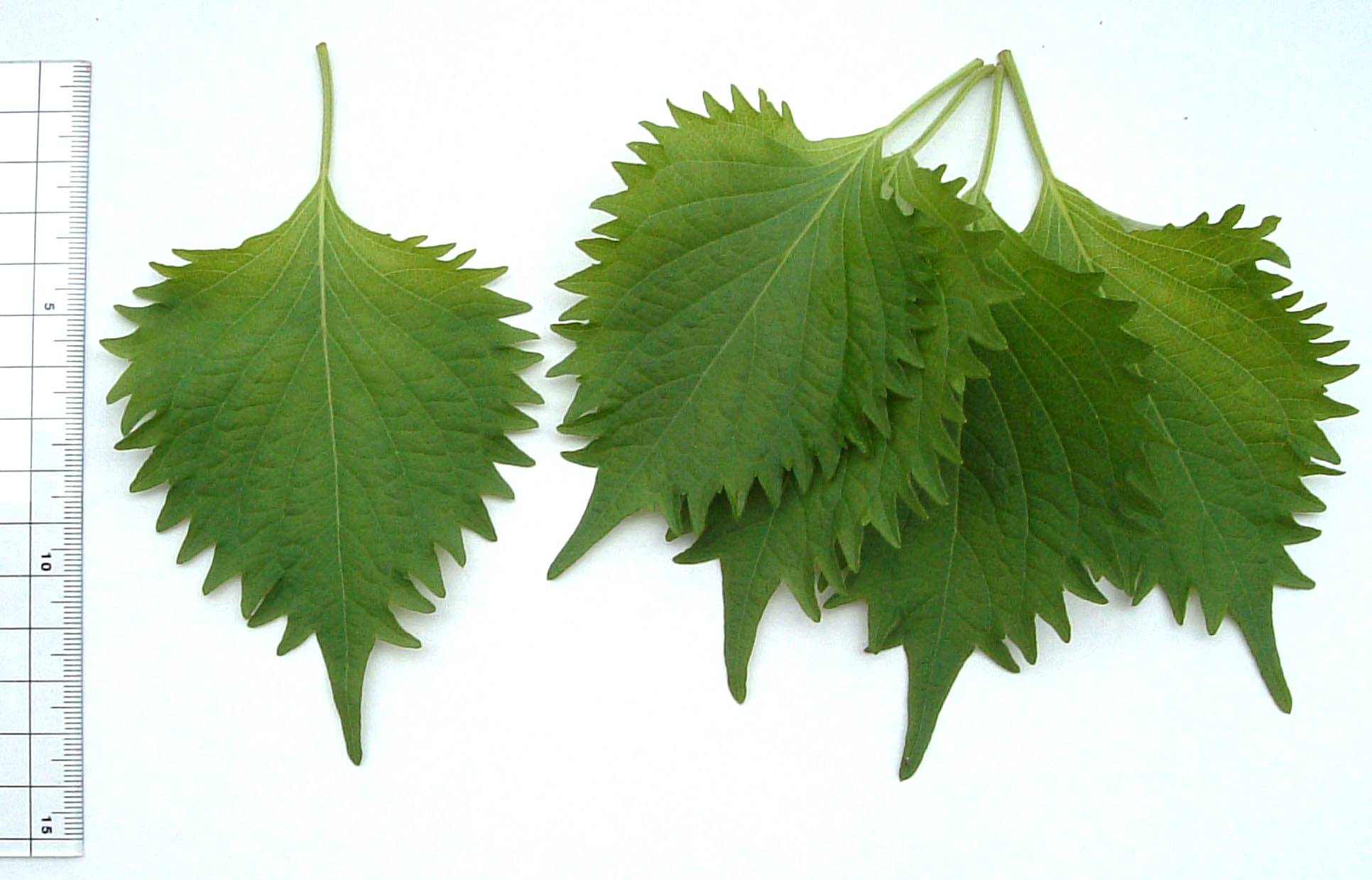
Листья шисо (Perilla frutescens var. crispa)
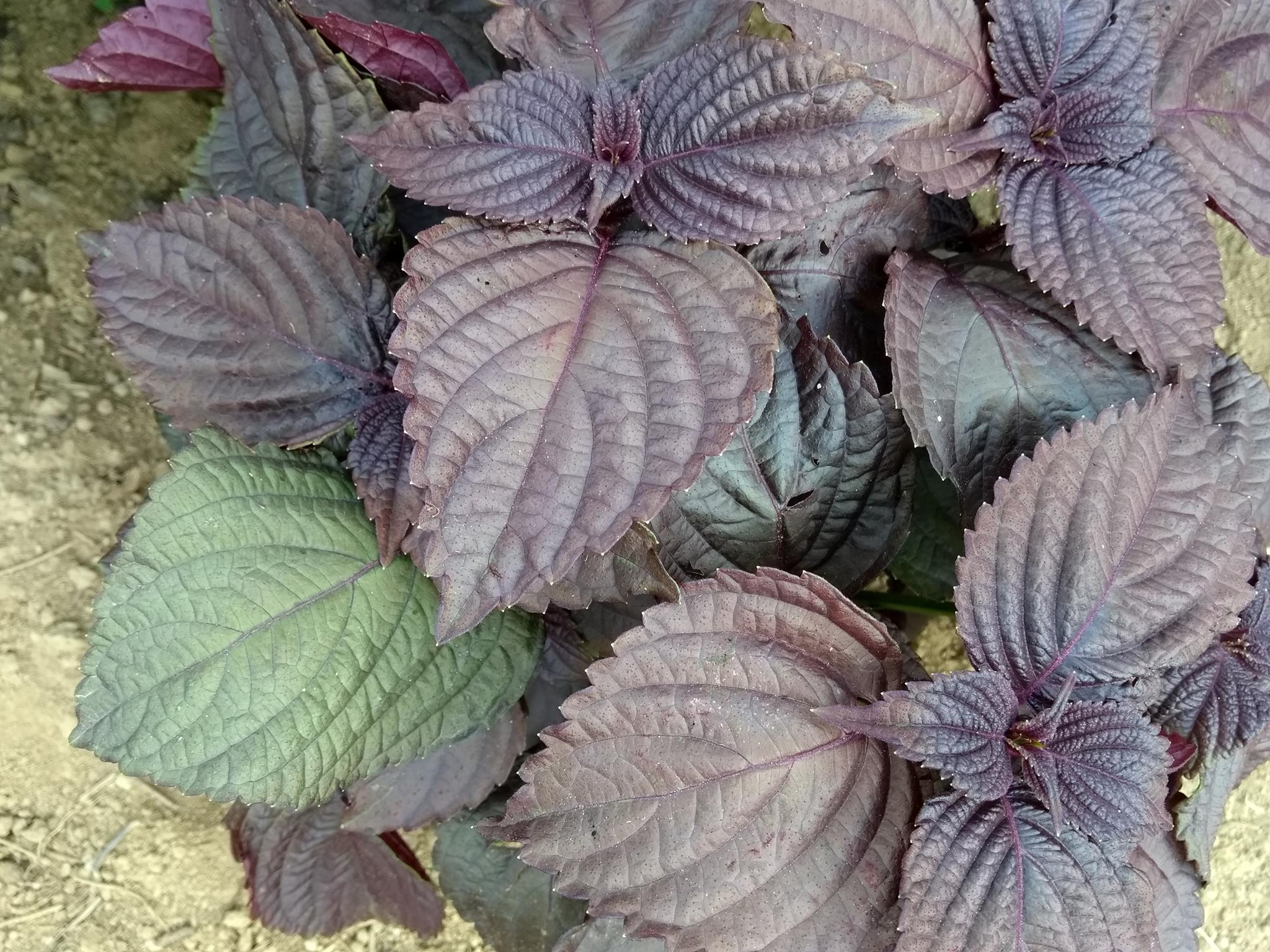
Сорт с пурпурными листьями
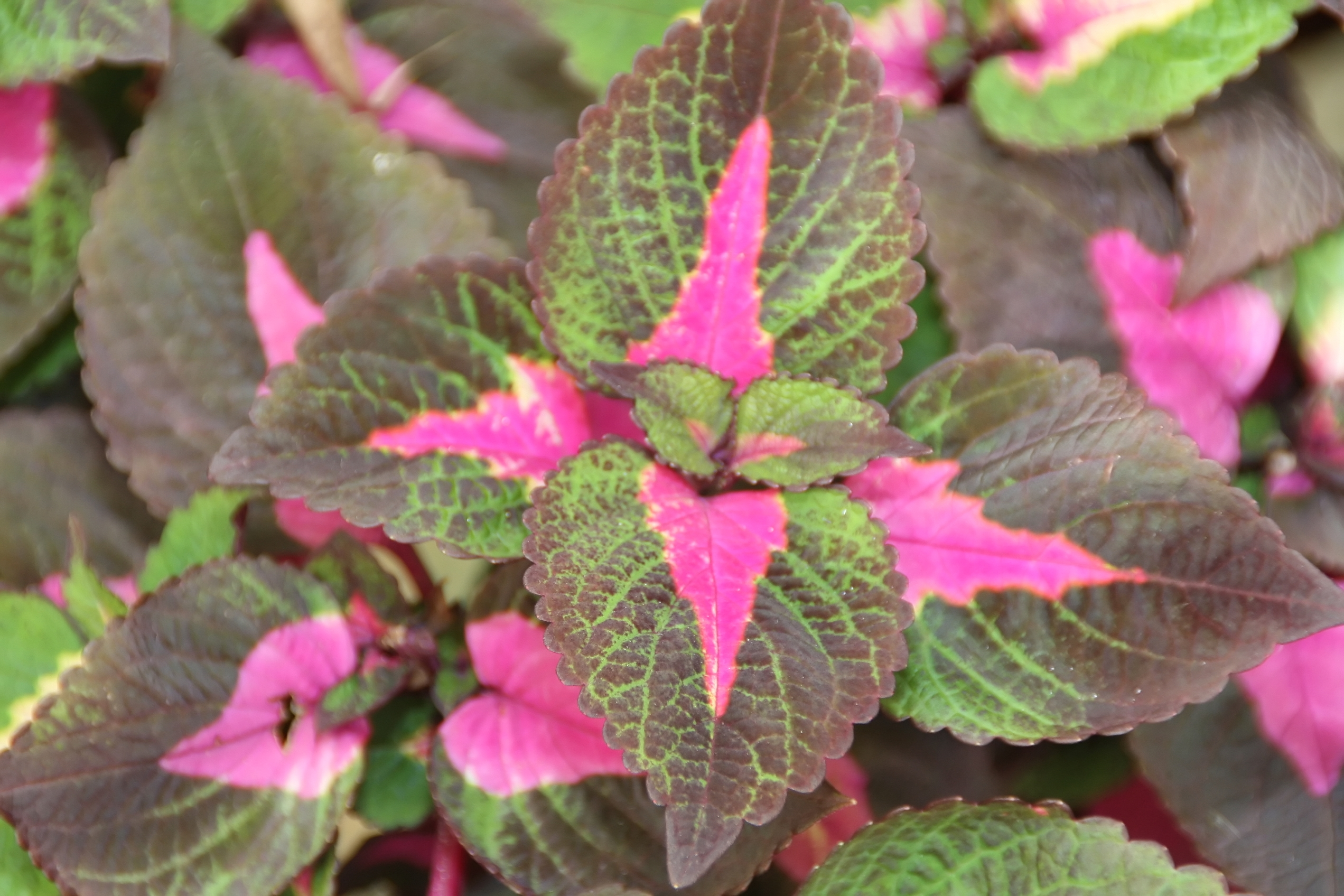
Perilla frutescens 'Magilla'

Возможные, не подтверждённые виды Perilla, не имеющие достаточного описания и известных гербарных образцов, включают:
- Perilla cavaleriei H.Lév.[11]
- Perilla heteromorpha Carrière[12]
- Perilla setoyensis G.Honda = Perilla frutescens var. var. hirtella (Nakai) Makino

Прошлое наследие и последующая переклассификация таксонов привели к путанице в номенклатуре. Разновидность P. frutescens var. crispa с красными или фиолетовыми листьями была названа P. nankinensis,  и это название использовалось на протяжении всего 19 века на Западе после введения вида для декоративного озеленения. Независимо от того, зелёные листья или красные, уникальный аромат P. frutescens var. crispa обусловлен наличием периллальдегида, который может присутствовать или отсутствовать у особи или популяции, и его наличие нельзя определить только по внешнему вида растений. Химические исследования классифицируют род по различным хемотипам в зависимости от содержащихся в них эфирных масел. Три диких вида, которые являются эндемичными для Японии, признаны генетически отличными от культивируемого P. frutescens var. crispa ,  однако, некоторые источники рассматривают, например, P. frutescens var. hirtella как тот же вид, что и P. frutescens var. crispa.

### Исключённые виды
Следующие виды ранее включались в род, но затем в ходе таксономических пересмотров были перенесены в другие рода: Эльсгольция (Elsholtzia), Мосла (Mosla), Многоколосник (Agastache) и Шпороцветник (Plectranthus):
- Perilla elata  D.Don. =  Elsholtzia blanda (Benth.) Benth.
- Perilla fruticosa D.Don. = Elsholtzia fruticosa (D. Don) Rehder
- Perilla lanceolata Benth = Mosla scabra (Thunb.) C.Y.Wu & H.W.Li
- Perilla leptostachya  D.Don. = Elsholtzia stachyodes (Link) Raizada & H.O.Saxena
- Perilla marathrosma Spreng. = Agastache foeniculum (Pursh) Kuntze — Многоколосник фенхельный
- Perilla nankinensis Wender. = Plectranthus scutellarioides (L.) R.Br. — Шпороцветник шлемниковидный, или колеус Блюме
- Perilla polystachya  D.Don. = Elsholtzia ciliata (Thunb.) Hyl. — Эльсгольция реснитчатая

## Ботаническое описание
Травянистые растения высотой до 1 метра с прямым восходящим четырёхгранным стеблем.
Нижние листья крупные, длинночерешковые, яйцевидной формы, верхние — продолговато-яйцевидные, сидячие или короткочерешковые. Расположение листьев — супротивное. Существуют разновидности периллы с зелёными и красными листьями, а также пестролистные.
Цветки пазушные, собранные в кисти или метёлки, на коротких волосистых цветоножках. Прицветники линейно-ланцетной формы, опушённые. Чашечка колокольчатой или бокальчатой формы, густо покрытая волосками, двугубая. Венчик колокольчатый, снаружи покрытый опушением, неясно двугубый. Тычинок 4, почти равных венчику по длине, с расходящимися пыльниками.
Плод сухой, распадающийся на 4 орешка, округлые, голые, с сетчатой поверхностью.

## Применение

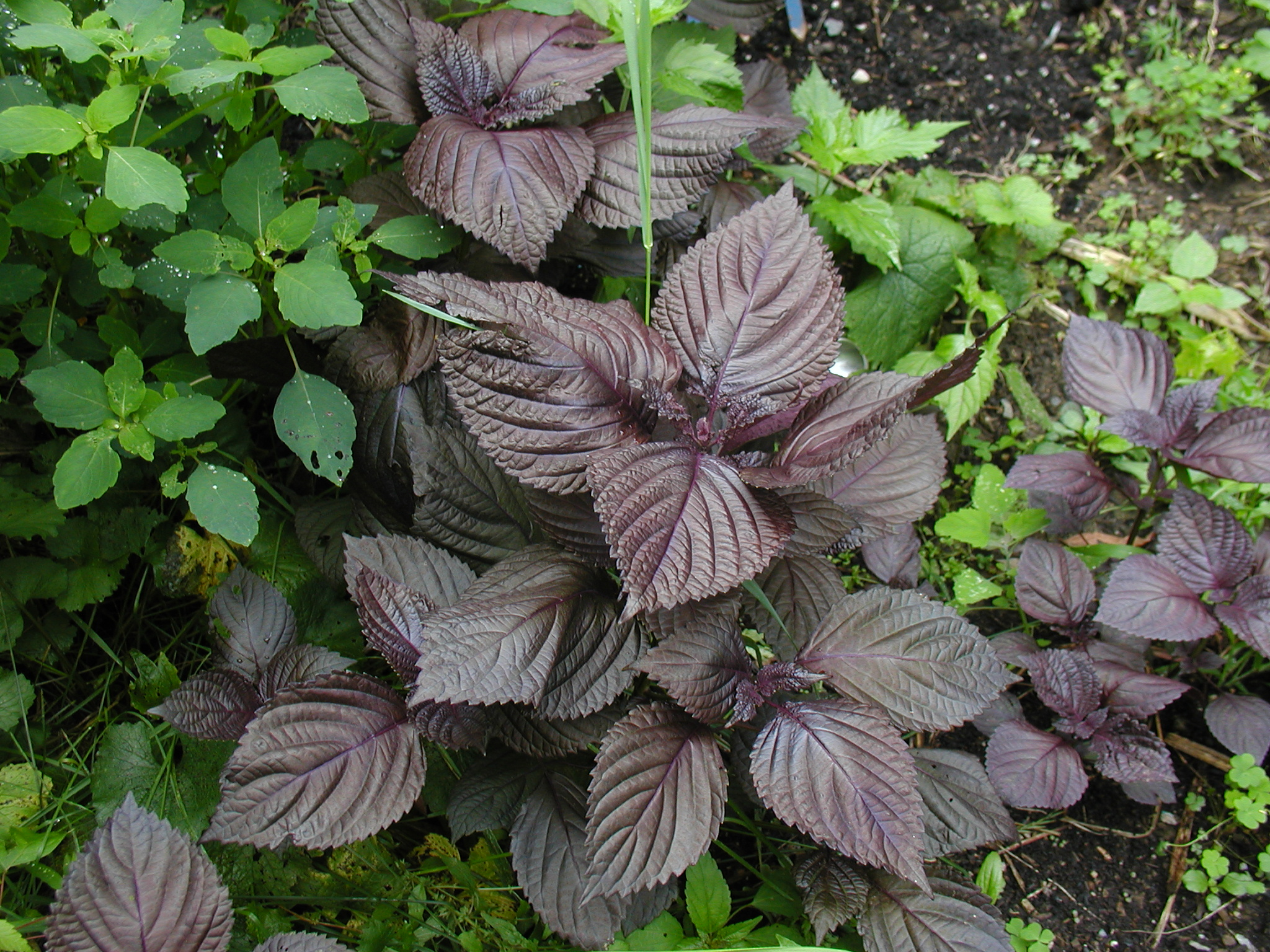
Краснолистная разновидность периллы

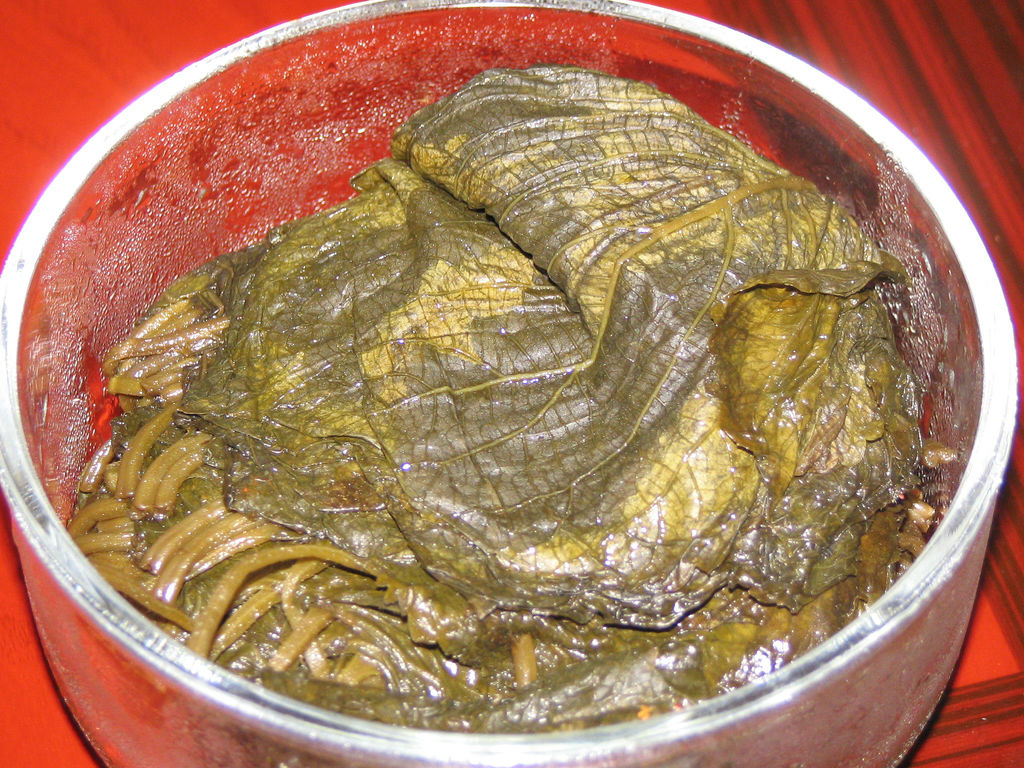
Корейское блюдо из маринованых листьев периллы

Перилла ценится прежде всего как масличное растение: в её семенах содержится до 45 % быстровысыхающего периллового масла, которое используется для производства лаков и олифы, а также изготовления типографских красок, водонепромокаемых тканей.
В некоторых странах Азии это масло растения после специальной очистки используется также в пищу и как лекарственное средство.
Листья периллы используются в кулинарии некоторых стран Азии как салатное растение, добавляются в качестве пряности в различные блюда.
Некоторые разновидности с особо красивой окраской и формой листьев выращивают в качестве декоративных растений.

## Культивация
Считается, что впервые выращивать периллу начали в Китае. В этой стране, а также в Японии находились основные площади, занятые посевами периллы. В России её начали возделывать вначале на Дальнем Востоке, куда она попала из Северо-Восточного Китая, затем периллу стали выращивать на европейской части России, а также на Украине, Северном Кавказе и в Закавказье. В конце XIX века это растение было завезено иммигрантами из Азии в США и Канаду, где быстро прижилось и стало в некоторых местах обычным сорняком.